# ويليام بي. ريد (سياسي)
ويليام بي. ريد هو محامي وسياسي أمريكي، ولد في 14 ديسمبر 1817 في مقاطعة هاردين في الولايات المتحدة، وتوفي في 5 أغسطس 1880 في هودغنفيل في الولايات المتحدة. نشط حزبياً في الحزب الديمقراطي. وقد انتخب عضو مجلس النواب الأمريكي ‏.